# Seznam dílů seriálu Rychle a zběsile: Závodníci v utajení
Toto je seznam dílů seriálu Rychle a zběsile: Závodníci v utajení. Americký animovaný televizní seriál Rychle a zběsile: Závodníci v utajení, natočený podle stejnojmenné filmové sérii, měl premiéru 26. prosince 2019 na Netflixu.

## Přehled řad
| Řada | Díly | Premiéra na Netflixu |                   |
| ---- | ---- | -------------------- | ----------------- |
| 1    | 8    | 26. prosince 2019    | 26. prosince 2019 |
| 2    | 8    | 9. října 2020        | 9. října 2020     |
| 3    | 8    | 26. prosince 2020    | 26. prosince 2020 |
| 4    | 8    | 16. dubna 2021       | 16. dubna 2021    |
| 5    | 8    | 13. srpna 2021       | 13. srpna 2021    |
| 6    | 12   | 17. prosince 2021    | 17. prosince 2021 |

## Seznam dílů

### První řada (2019)
| Č. v seriálu | Č. v řadě | Původní název         | Český název            | Režie         | Scénář        | Premiéra na Netflixu |
| ------------ | --------- | --------------------- | ---------------------- | ------------- | ------------- | -------------------- |
| 1            | 1         | Born a Toretto        | Pravý Toretto          | Bret Haaland  | Tim Hedrick   | 26. prosince 2019    |
| 2            | 2         | Enter SH1FT3R         | Cesta do Shifteru      | Micah Gunnell | Josh Hamilton | 26. prosince 2019    |
| 3            | 3         | Ghost Town Grand Prix | Velká cena Města duchů | James Yang    | Mitch Iverson | 26. prosince 2019    |
| 4            | 4         | The Owl Job           | Soví akce              | Leo Riley     | May Chan      | 26. prosince 2019    |
| 5            | 5         | The Celestial Vault   | Nebeská skrýš          | Micah Gunnell | Tim Hedrick   | 26. prosince 2019    |
| 6            | 6         | The Final Key         | Poslední klíč          | James Yang    | Josh Hamilton | 26. prosince 2019    |
| 7            | 7         | Ignition              | Zážeh                  | Leo Riley     | Mitch Iverson | 26. prosince 2019    |
| 8            | 8         | The Key to the Strip  | Klíč od Vegas          | Micah Gunnell | Tim Hedrick   | 26. prosince 2019    |

### Druhá řada: Rio (2020)
| Č. v seriálu | Č. v řadě | Původní název        | Český název        | Režie         | Scénář               | Premiéra na Netflixu |
| ------------ | --------- | -------------------- | ------------------ | ------------- | -------------------- | -------------------- |
| 9            | 1         | Escape from L.A.     | Útěk z Los Angeles | James Yang    | Josh Hamilton        | 9. října 2020        |
| 10           | 2         | That Sinking Feeling | Když teče do bot   | Leo Riley     | Ashley Soto Paniagua | 9. října 2020        |
| 11           | 3         | Bem-vindo ao Rio     | Vítejte v Riu      | Micah Gunnell | Valeska Rodriguez    | 9. října 2020        |
| 12           | 4         | Combustion           | Exploze            | James Yang    | Emma Dudley          | 9. října 2020        |
| 13           | 5         | Driving Blind        | Jízda naslepo      | George Gipson | Mitch Iverson        | 9. října 2020        |
| 14           | 6         | An Echo of Nowhere   | Ozvěny Echa        | Micah Gunnell | Tim Hedrick          | 9. října 2020        |
| 15           | 7         | The Patroness        | Patronka           | James Yang    | Josh Hamilton        | 9. října 2020        |
| 16           | 8         | Tchau, Uggos         | Čau, osli          | George Gipson | Tim Hedrick          | 9. října 2020        |

### Třetí řada: Sahara (2020)
| Č. v seriálu | Č. v řadě | Původní název          | Český název    | Režie         | Scénář                    | Premiéra na Netflixu |
| ------------ | --------- | ---------------------- | -------------- | ------------- | ------------------------- | -------------------- |
| 17           | 1         | The Giant Haboob       | Obří Habúb     | Micah Gunnell | Tim Hedrick a Emma Dudley | 26. prosince 2020    |
| 18           | 2         | The Dead End           | Slepá ulička   | James Yang    | Josh Hamilton             | 26. prosince 2020    |
| 19           | 3         | The Empty Well         | Vyschlá studna | George Gipson | Emma Dudley               | 26. prosince 2020    |
| 20           | 4         | The Hunt               | Honička        | Micah Gunnell | Mitch Iverson             | 26. prosince 2020    |
| 21           | 5         | The Bedouin Shield     | Beduínský štít | James Yang    | Tim Hedrick               | 26. prosince 2020    |
| 22           | 6         | The Eye of the Sahara  | Oko Sahary     | George Gipson | Josh Hamilton             | 26. prosince 2020    |
| 23           | 7         | RoboCleve              | Robo-Cleve     | Micah Gunnell | Emma Dudley               | 26. prosince 2020    |
| 24           | 8         | Sirocco Fire Explosion | Ohnivé sirocco | James Yang    | Tim Hedrick               | 26. prosince 2020    |

### Čtvrtá řada: Mexiko (2021)
| Č. v seriálu | Č. v řadě | Původní název                   | Český název                    | Režie                     | Scénář                         | Premiéra na Netflixu |
| ------------ | --------- | ------------------------------- | ------------------------------ | ------------------------- | ------------------------------ | -------------------- |
| 25           | 1         | Chasing Phantoms                | Honba za přízraky              | George Gipson a Leo Riley | Josh Hamilton                  | 16. dubna 2021       |
| 26           | 2         | The Convoy                      | Konvoj                         | Micah Gunnell             | Emma Dudley                    | 16. dubna 2021       |
| 27           | 3         | The Fugitives                   | Uprchlíci                      | James Yang                | Lauren Otero                   | 16. dubna 2021       |
| 28           | 4         | That's a Moray                  | Pozor, Moray!                  | George Gipson a Leo Riley | Mellori Velasquez              | 16. dubna 2021       |
| 29           | 5         | The Ocelot King vs. El Mariposa | Král Ocelot versus El Mariposa | Micah Gunnell             | Joanna Lewis a Kristine Songco | 16. dubna 2021       |
| 30           | 6         | The Siege                       | Obléhání                       | James Yang                | Josh Hamilton                  | 16. dubna 2021       |
| 31           | 7         | Into the Labyrinth              | Do labyrintu                   | Leo Riley                 | Emma Dudley                    | 16. dubna 2021       |
| 32           | 8         | Don't Go Chasing Lavafalls      | Vyhýbejte se lávovým proudům   | Micah Gunnell             | Tim Hedrick                    | 16. dubna 2021       |

### Pátá řada: Jižní Pacifik (2021)
| Č. v seriálu | Č. v řadě | Původní název             | Český název          | Režie         | Scénář        | Premiéra na Netflixu |
| ------------ | --------- | ------------------------- | -------------------- | ------------- | ------------- | -------------------- |
| 33           | 1         | R.O.A.M. Around the World | TULAM se kolem světa | James Yang    | May Chan      | 13. srpna 2021       |
| 34           | 2         | The Rescue                | Záchrana             | George Gipson | Josh Hamilton | 13. srpna 2021       |
| 35           | 3         | Anchors Away              | Kotvy odhozeny       | Micah Gunnell | Emma Dudley   | 13. srpna 2021       |
| 36           | 4         | Driving and Crying        | S pláčem za volantem | James Yang    | Tim Hedrick   | 13. srpna 2021       |
| 37           | 5         | Ride and Die              | Jízda smrti          | George Gipson | May Chan      | 13. srpna 2021       |
| 38           | 6         | Ex Machina                | Ex machina           | Micah Gunnell | Josh Hamilton | 13. srpna 2021       |
| 39           | 7         | The Takeover              | Ovládnutí            | James Yang    | Emma Dudley   | 13. srpna 2021       |
| 40           | 8         | The Toretto Virus         | Torettovský vir      | George Gipson | Tim Hedrick   | 13. srpna 2021       |

### Šestá řada: Návrat domů (2021)
| Č. v seriálu | Č. v řadě | Původní název            | Český název          | Režie                                                            | Scénář                                             | Premiéra na Netflixu |
| ------------ | --------- | ------------------------ | -------------------- | ---------------------------------------------------------------- | -------------------------------------------------- | -------------------- |
| 41           | 1         | Incineration Day         | Likvidační den       | Micah Gunnell                                                    | Josh Hamilton                                      | 17. prosince 2021    |
| 42           | 2         | Snowed In                | Pod sněhem           | James Yang                                                       | Kyel White                                         | 17. prosince 2021    |
| 43           | 3         | Rafaela's Raf-venge      | Rafaelina pomsta     | George Gipson                                                    | Emma Dudley                                        | 17. prosince 2021    |
| 44           | 4         | Fun on the Autobahn      | Dálniční zábava      | Micah Gunnell                                                    | Josh Hamilton                                      | 17. prosince 2021    |
| 45           | 5         | Detonation               | Detonace             | James Yang                                                       | Emma Dudley                                        | 17. prosince 2021    |
| 46           | 6         | Meltdown                 | Tání                 | George Gipson                                                    | Tim Hedrick                                        | 17. prosince 2021    |
| 47           | 7         | Hollywood Beginning      | Hollywoodský začátek | Micah Gunnell                                                    | Josh Hamilton                                      | 17. prosince 2021    |
| 48           | 8         | Dann Hunt                | Hon na Dann          | James Yang                                                       | Emma Dudley                                        | 17. prosince 2021    |
| 49           | 9         | Wildcat                  | Ložisko              | George Gipson                                                    | Tim Hedrick                                        | 17. prosince 2021    |
| 50           | 10        | Oil and Water            | Ropa ve vodě         | Micah Gunnell                                                    | Kyel White                                         | 17. prosince 2021    |
| 51-52        | 1112      | Say Goodbye to Hollywood | Sbohem, Hollywoode   | James Yang (první část)George Gipson a Bret Haaland (druhá část) | Josh Hamilton (první část)Tim Hedrick (druhá část) | 17. prosince 2021    |